# Reimberg
Reimberg (luxembourgeois : Rëmmereg) est une section de la commune luxembourgeoise de Préizerdaul située dans le canton de Redange.

## Personnalité
- Michel Lucius (1876-1961), géologue né à Reimberg